# 元加治站

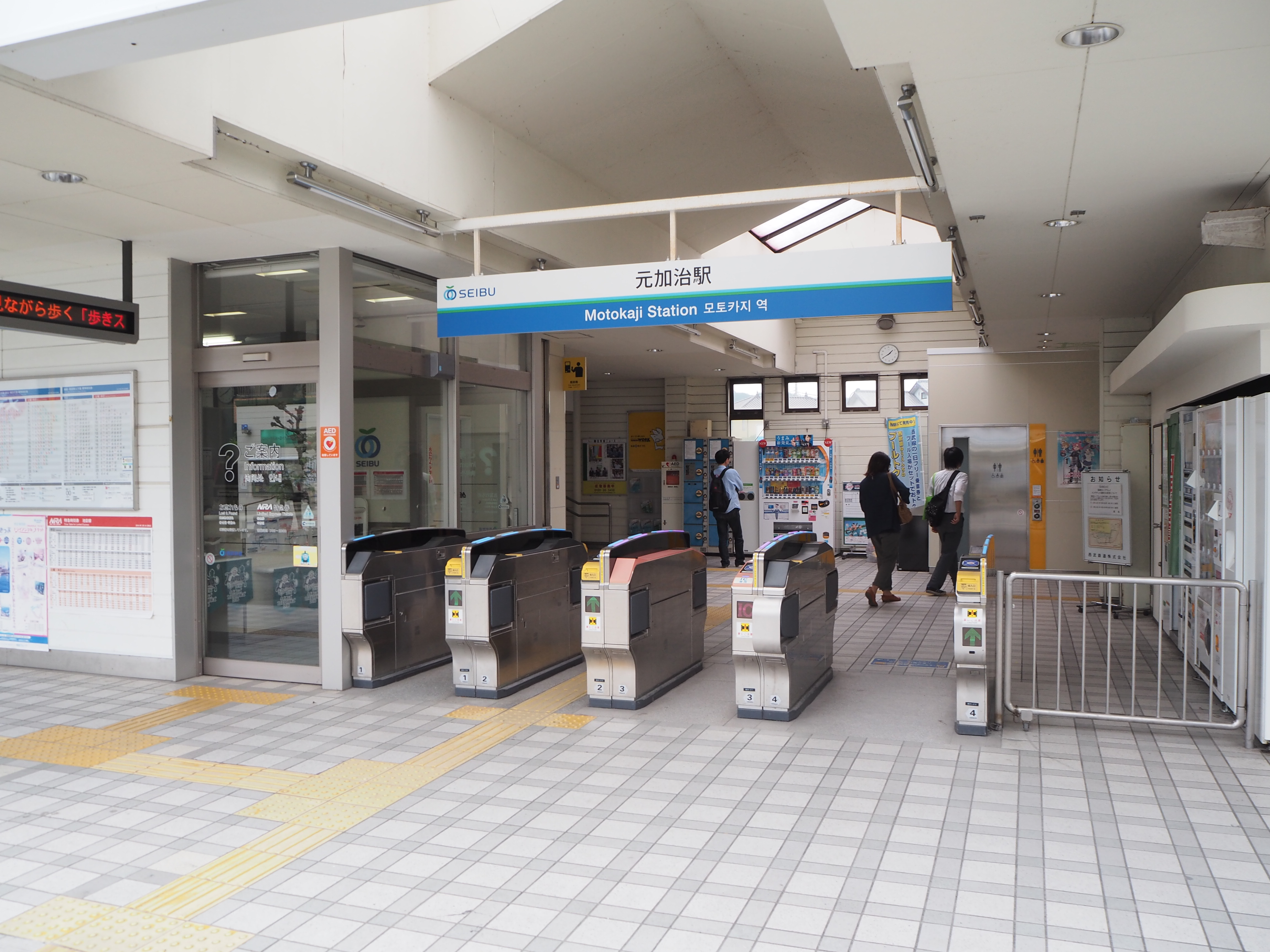
閘口（2016年7月）

元加治站（日语：／ Motokaji eki */?）是一個位於埼玉縣入間市野田，屬於西武鐵道池袋線的鐵路車站。車站編號是SI25。
敷地位於入間市與飯能市。

## 車站結構
島式月台1面2線的地面車站。
站舍位於軌道北側。廁所設于站舍內，併設多機能廁所。站舍與月台之間以跨線天橋聯絡，設置了升降機。

### 月台配置
| 月台 | 路線   | 方向 | 目的地                             |
| ---- | ------ | ---- | ---------------------------------- |
| 1    | 池袋線 | 上行 | 所澤、池袋、新木場、澀谷、橫濱方向 |
| 2    | 池袋線 | 下行 | 飯能、西武秩父方向                 |

## 使用情況
2016年度1日平均上下車人次為6,890人。西武鐵道全部92個車站當中排行第76位。
近年1日平均上下車人次以及上車人次的推移如下表。
| 年度               | 1日平均 上下車人次 | 1日平均 上車人次 |
| ------------------ | ------------------ | ---------------- |
| 2003年（平成15年） | 6,687              |                  |
| 2004年（平成16年） | 6,513              |                  |
| 2005年（平成17年） | 6,527              |                  |
| 2006年（平成18年） | 6,727              |                  |
| 2007年（平成19年） | 6,736              |                  |
| 2008年（平成20年） | 6,805              |                  |
| 2009年（平成21年） | 6,951              |                  |
| 2010年（平成22年） | 6,784              |                  |
| 2011年（平成23年） | 6,890              |                  |
| 2012年（平成24年） | 6,940              |                  |
| 2013年（平成25年） | 6,974              |                  |
| 2014年（平成26年） | 6,828              |                  |
| 2015年（平成27年） | 6,794              |                  |
| 2016年（平成28年） | 6,890              |                  |

## 相鄰車站
西武鐵道

 池袋線
■快速急行
通過
■急行、■通勤急行、■快速、■準急、■各站停車（通勤急行只限上行運行）
佛子（SI24）－元加治（SI25）－飯能（SI26）

## 外部連結
- 元加治 - 西武鐵道